# 機動警察隊
機動警察隊（きどうけいさつたい）は、日本の警察において、複雑・多様化する犯罪・事件・事故の捜査を迅速かつ文字通り機動的に行うために設けられた組織である。

## 概要
機動警察隊は、警察改革の一環として、まず福岡県警察北九州市警察部で全国に先駆けて発足した。
北九州市警察部が所管する北九州・遠賀・京築の4市9町は、時に一般市民も巻き添えとなる暴力団絡みの事件が全国的に見ても多い。加えて北九州市自体が地理的に交通の要衝ともなっていることから、交通事故も起こりやすい状況にある。このような所管市町で発生する事件・事故の多さは、裁判の多さにも繋がり、「北九州地方裁判所設置運動」の遠因ともなっている。
そこで、北九州市警察部を再編する過程で、機能強化を図ることを目的に、部内に編成されていた3個の執行隊（下記）を統合し、これを「機動警察隊」とした。
- 北九州市警察部生活安全地域課（自動車警ら隊）
- 北九州市警察部交通課（交通機動隊）
- 北九州市警察部刑事課（機動捜査隊）

犯罪検挙が専門の自動車警ら隊の隊員と、交通検挙が専門の交通機動隊の隊員がペアになり、パトカーで警ら・機動取締りを行い、「あらゆる警察事象に対応する」といった趣旨で発足した。
この再編は一定の成果を挙げたことから、現在では同様の組織形態を採用する県警も増えている。しかし、それぞれの地域によって設置形態は異なっている。

## 北九州市警察部機動警察隊

### 特徴
発足の経緯から、自動車警ら隊・機動捜査隊・交通機動隊の北九州地区連合隊という位置付けとなっており、警ら用パトカーやレーダーパトカー、交通用覆面パトカー、捜査用覆面パトカー更には白バイといった警察車両が同一所属で活動する非常に珍しい部署である。福岡県警察管内でも、北九州地区以外の各地区（福岡・筑豊・筑後）では、自動車警ら隊、交通機動隊、機動捜査隊は独立して活動している。
2002年（平成14年）3月には、本部自動車警ら隊とともに、自動車警ら部門では全国に先駆けて化学防護服の配備が行われた（本部・北九州市警察部で計20着）。NBC（核・生物・化学）テロの可能性のある不審物等の通報を受けて現場対応に当たる上で、隊員の安全確保を図ることを目的とした措置である。
現在の隊の内部編成は、班制を採っており、総務班、会計班、警邏・機動取締班、機動捜査班、特別機動取締班、特別遊撃班から構成されている。

### 管轄
北九州市警察部#管轄を参照。

### 沿革
- 2001年（平成13年）3月30日　北九州市警察部に機動警察隊を開隊。自動車警ら隊・機動捜査隊・交通機動隊の組織は残しながら、新設の機動警察隊長が統一指揮を執る体制で、1年間の試行とされた。
- 2002年（平成14年）4月1日　北九州市警察部の生活安全地域課（自動車警ら隊）・刑事課（機動捜査隊）・交通課（交通機動隊）を機動警察隊に正式に統合改組。

## 全国の機動警察隊
形態としては自動車警ら隊の名称を称したりと様々のようである。管区機動隊を兼務する例もある。
- 秋田県警察機動警察隊
- 北海道警察
  - 函館方面本部函館機動警察隊（平成23年発足）
  - 旭川方面本部旭川機動警察隊（平成22年発足）
  - 釧路方面本部釧路機動警察隊（平成7年発足）
    - 上記の3隊は、各係の機能強化のため2020年（令和2年）4月の組織改編に伴い廃止された[5][6]。

  - 釧路方面本部十勝機動警察隊（平成7年発足）
- 栃木県警察機動警察隊（専任隊員のほかに、管区機動隊、音楽隊の兼務隊員がいる）
- 滋賀県警察機動警察隊（管区機動隊、航空隊、音楽隊を統合運用する組織）
- 宮崎県警察特別機動警察隊
- 鹿児島県警察特別機動警察隊